# Abgangsballistik
Die Abgangsballistik (auch Mündungs-, Zwischen- oder Übergangsballistik genannt) von Rohrwaffen untersucht die Bewegung der Geschosse sowie damit zusammenhängende Vorgänge an der Mündung und in deren unmittelbarer Umgebung.
Durch Vorgänge, die Gegenstand abgangsballistischer Untersuchungen sind, ändert sich die Geschossgeschwindigkeit, und es treten Abgangsfehler auf. Die Ermittlung dieser Veränderungen ist das erste Hauptproblem der Abgangsballistik.
Beim Abschuss treten an der Rohrmündung und in deren unmittelbarer Umgebung akustische und elektromagnetische (insbesondere optische, aber auch im infraroten Bereich) Erscheinungen auf, die zur Detektion, Ortung und Identifikation der Waffe benutzt werden können. Diese Aufklärungsaufgaben und die entsprechenden Tarnungsaufgaben bilden das zweite Hauptproblem der Abgangsballistik.